# Liste des personnages de La Comédie humaine

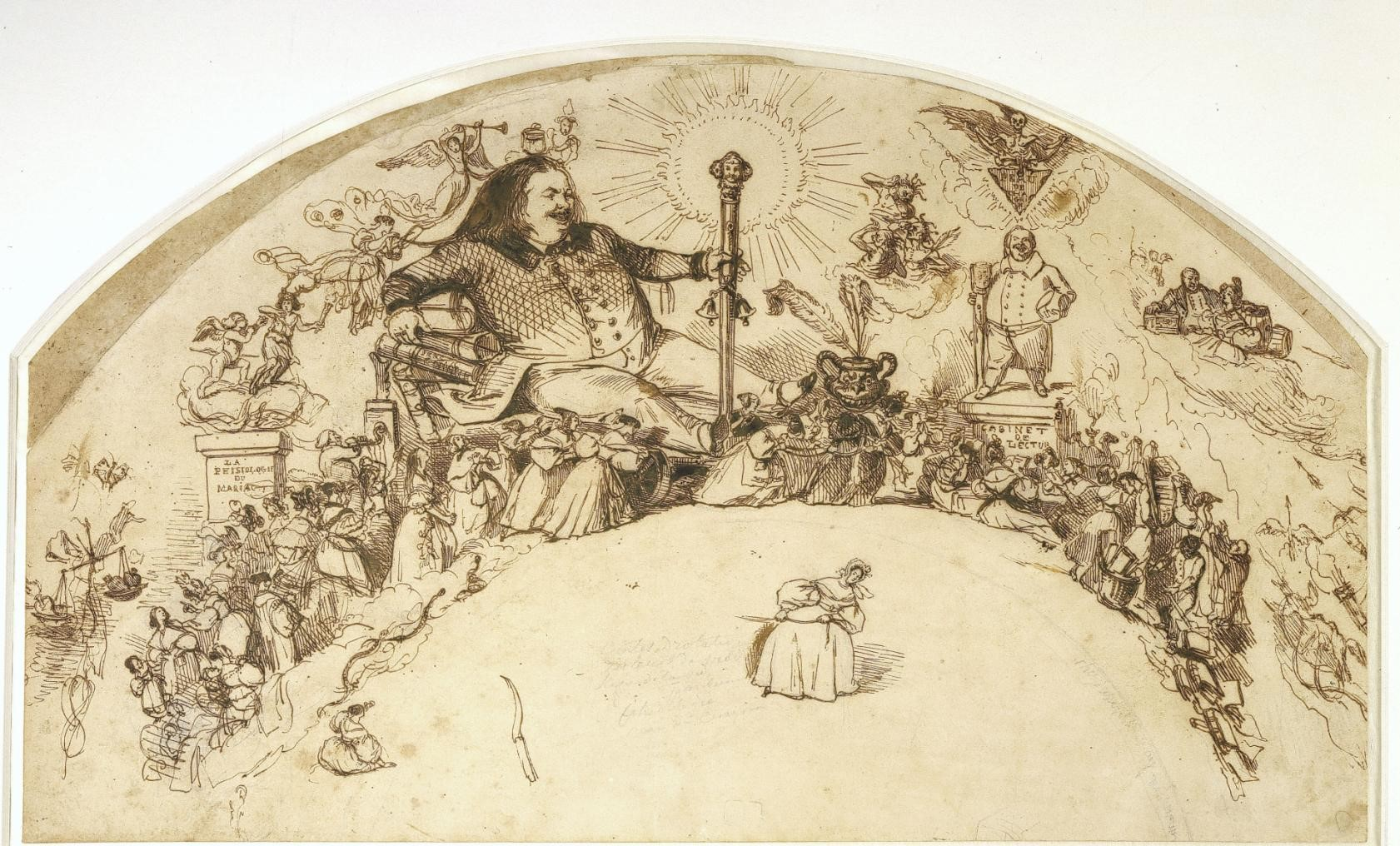
Balzac et les personnages de La Comédie humaine. Dessin à la plume de Grandville pour un projet d'éventail.

Cet article recense les personnages représentatifs des différentes classes sociales de La Comédie humaine d'Honoré de Balzac.
- Haut – A
- B
- C
- D
- E
- F
- G
- H
- I
- J
- K
- L
- M
- N
- O
- P
- Q
- R
- S
- T
- U
- V
- W
- X
- Y
- Z

## A
- Julie d'Aiglemont
- Victor d'Aiglemont
- Marquis d'Ajuda-Pinto : amant de Clara de Beauséant, il se marie finalement à une demoiselle de Rochefide. Il se remarie ensuite avec Joséphine de Grandlieu.
- Baronne d'Aldrigger
- Baron d'Aldrigger
- Aquilina
- Daniel d'Arthez : membre du Cénacle et écrivain, il introduit Lucien Chardon, dans le Cénacle.
- Duchesse d'Argaiolo

## B
- Barbet
- Godefroid de Beaudenord
- Marie-Louise-Anaïs de Bargeton : née Nègreplisse, Madame de Bargeton est la cousine de madame d'Espard. Elle est, durant un certain temps, la maîtresse de Lucien Chardon, avant de se remarier avec le baron Sixte du Châtelet.
- Claire de Beauséant : maîtresse du marquis d'Ajuda-Pinto, elle introduit Eugène de Rastignac sur la scène parisienne. Elle apparaît aussi plus tard dans La Femme abandonnée.
- Honorine de Bauvan
- Octave de Bauvan : comte, ami intime de monsieur de Granville.
- Bibi-Lupin : policier, ancien forçat, ennemi de Jacques Collin, il finit par être contraint d'exercer la charge de chef de la police avec lui, avant d'être évincé par Collin.
- Horace Bianchon : médecin, pensionnaire externe de la maison Vauquer, dans Le Père Goriot, membre du Cénacle, il soigne nombre de personnages de La Comédie Humaine.
- Constance Birotteau
- César Birotteau
- François Birotteau
- Jean-Jacques Bixiou : caricaturiste, qui raille beaucoup.
- Princesse de Blamont-Chauvry
- Émile Blondet : journaliste du Journal des débats, sous l'emprise d'Andoche Finot.
- Maître Bordin
- Monsieur du Bousquier
- Flore Brazier : personnage principal de La Rabouilleuse.
- Joseph Bridau : peintre, membre du Cénacle. Esther Van Gobseck dit à Frédéric de Nucingen que c'est un homme de talent. C'est un être passionné, d'après Balzac.
- Philippe Bridau : militaire, il a connu Esther Van Gobseck. Il apparaît principalement dans La Rabouilleuse.
- Agathe Bridau

## C
- Jenny Cadine
- Camusot (père)
- Juge Camusot : juge, apparaissant dans Le Cousin Pons, dans Le Cabinet des Antiques, dans Splendeurs et misères des courtisanes et dans L'Interdiction, il est le mari d'Amélie Camusot.
- Amélie Camusot : femme du juge Camusot
- Octave de Camps
- Melchior de Canalis : poète, amant de la duchesse de Chaulieu, il apparaît notamment dans Modeste Mignon.
- Carabine
- Jean-Jérôme Cardot
- Notaire Cardot
- Duchesse de Carigliano
- Cérizet : assistant de David Séchard, il deviendra celui de Georges d'Estourny.
- Hyacinthe Chabert : colonel abandonné par sa femme, Rose Ferraud.
- Madame de la Chanterie
- Duchesse de Chaulieu
- Eve Chardon, sœur cadette de Lucien de Chardon de Rubempré, épouse son ami David Séchard
- Duc de Chaulieu
- Monsieur du Châtelet : baron d'Empire, qui devient le mari de Marie-Louise-Anaïs de Bargeton, après laquelle il a longtemps soupiré.
- Michel Chrestien : membre du Cénacle, partisan de la création d'une fédération européenne.
- Madame Cibot
- Laurence de Cinq-Cygne
- Balthazar Claës : héros de La Recherche de l'absolu.
- Claparon
- Contenson : policier redoutable, il est assassiné par Jacques Collin.
- Coralie : actrice et maîtresse de Lucien Chardon.
- Gennaro Conti
- Rose Cormon
- Corentin : policier.
- Célestin Crevel
- Maître Cruchot
- Bonfons Cruchot

## D
- Dauriat : libraire.
- Maître Derville : avoué, il est employé par les Grandlieu, Jean-Joachim Goriot, Rose Ferraud et Hyacinthe Chabert.
- Clémence Desmarets
- Jules Desmarets
- Desplein : médecin.
- Maître Desroches : personnage faisant partie de l'étude de Derville, dans Le Colonel Chabert.
- Doguereau : libraire, apparaissant dans Illusions perdues.
- Lady Dudley : personnage du Lys dans la vallée.
- Lord Dudley

## E
- Victurnien d'Esgrignon : jeune noble ambitieux, apparaissant dans Le Cabinet des Antiques.
- Chevalier d'Espard
- Marquise d’Espard : femme sans cœur, apparaissant notamment dans L'Interdiction.
- Marquis d'Espard: mari de la marquise d'Espard, elle tente de le faire interdire dans L'Interdiction.
- Madame Évangélista
- Euphrasie
- Mme de l'Estorade

## F
- Ferragus XXIII
- Rose Ferraud : femme du colonel Hyacinthe Chabert et ensuite du comte Ferraud, elle finit par causer la perte de Chabert.
- Fil-De-Soie : bandit.
- Andoche Finot : chef de journal. Lucien Chardon et Émile Blondet ont travaillé pour lui.
- Madame Firmiani : personnage, apparaissant dans Madame Firmiani.
- Élisabeth Fischer
- Florine : actrice.
- Émilie de Fontaine
- Comtesse Fœdora : femme sans cœur, apparaissant dans La Peau de chagrin.

## G
- Pauline Gaudin de Witschnau
- Félix Gaudissart
- Léon Giraud : membre du Cénacle, philosophe.
- Esther Gobseck : prostituée, maîtresse de Lucien Chardon de Rubempré (qu'elle aime), puis de Frédéric de Nucingen (qu'elle n'aime pas). Elle se suicide. D'abord connue comme Esther Van-Bogseck, elle ignore qu'elle est la petite nièce de l'usurier Gobseck. C'est l'un des personnages principaux de Splendeurs et misères des courtisanes.
- Jean-Esther van Gobseck : richissime usurier, il apparaît dans Gobseck.
- Jean-Joachim Goriot : père de Delphine de Nucingen et d'Anastasie de Restaud, c'est un homme ruiné par ses filles. C'est l'un des personnages principaux du Père Goriot.
- Charles Grandet
- Eugénie Grandet : personnage principal d'Eugénie Grandet.
- Félix Grandet
- Clotilde-Frédérique de Grandlieu : fille de M. et Mme de Grandlieu, fiancée à Lucien Chardon de Rubempré.
- Sabine de Grandlieu : fille du duc et de la duchesse de Grandlieu, épouse de Calyste du Guénic.
- Juge Granville : amant de Caroline Bellefeuille, procureur général à la Conciergerie.
- Vicomte de Grandville : fils du comte de Gran(d)ville (voir, en particulier, Une double famille et Splendeurs et misères des courtisanes) ; amoureux de Véronique Graslin dans Le Curé de village, il est chargé, en tant que substitut, de diriger l'instruction contre Tascheron.
- Madame des Grassins
- Lord Arthur Grenville
- Ida Gruget
- Gaudebert-Calyste-Louis du Guénic : baron et époux de Sabine de Grandlieu.

## H
- Maréchal Hulot
- Baronne Hulot d'Ervy
- Baron Hulot d'Ervy
- Victorin Hulot d'Ervy

## J
- Madame Jeanrenaud

## K
- Charles Keller
- Keller frères : financiers.
- Comte Keller
- Comte de Kergarouët

## L
- Léon
- Dinah de La Baudraye : épouse de Polydore de la Beaudraye, maîtresse d'Étienne Lousteau, aussi belle qu'intelligente, principal personnage de La Muse du département.
- Ernest de La Brière
- Louis Lambert : membre du Cénacle, personnage principal de Louis Lambert.
- Comte de La Palférine
- Antoinette de Langeais : duchesse de Langeais, apparaissant notamment dans La Duchesse de Langeais.
- Marquise de Listomère
- Comtesse de Listomère-Landon
- Maximilien de Longueville
- Étienne Lousteau : journaliste infâme, apparaissant notamment dans Illusions perdues et La Muse du département.
- Comte des Lupeaulx : ministre et comte, infâme.

## M
- Baronne de Macumer
- Malaga
- Natalie de Manerville
- Paul de Manerville : personnage de La Comédie Humaine, apparaissant dans Le Contrat de mariage.
- Valérie Marneffe
- Henri de Marsay : dandy du monde parisien
- Matifat
- Diane de Maufrigneuse
- Baronne de Maulincour
- Auguste de Maulincour
- Christine-Michelle Michoneau : pensionnaire externe de la maison Vauquer ; elle participe à l'arrestation de Jacques Collin.
- Modeste Mignon de La Bastie
- Marquis de Montauran
- Comtesse de Montcornet
- Comte de Montcornet
- Baron Henri Montès de Montéjanos
- Général de Montriveau : amant rejeté par Antoinette de Langeais.
- Madame de Mortsauf : personnage du Le Lys dans la vallée.

## N
- Nanon
- Raoul Nathan
- Delphine de Nucingen : femme de Frédéric de Nucingen, fille de Jean-Joachim Goriot, maîtresse d'Eugène de Rastignac.
- Frédéric de Nucingen : baron, riche financier, mari de Delphine de Nucingen, amant d'Esther Gobseck.
- Duc de Navarreins

## O
- Abbé d'Orgemont
- Monsieur d'Orgemont

## P
- Paccard : bras droit de Jacques Collin.
- Vidame de Pamiers
- Comte Thaddée Paz
- Peyrade : policier, proche de Corentin.
- Bartoloméo Piombo
- Sylvain Pons
- Comte Anselme Popinot
- Jean-Jules Popinot
- Porchon : libraire, travaillant avec Vidal.
- Savinien de Portenduère
- Vicomtesse de Portenduère
- Monsieur Poiret : pensionnaire interne à la maison Vauquer, ancien fonctionnaire.

## R
- Célestine Rabourdin
- Charles Rabourdin
- Xavier Rabourdin
- Eugène de Rastignac : ambitieux, amant de Delphine de Nucingen, dandy et viveur du monde parisien.
- Anastasie de Restaud : femme du comte de Restaud, maîtresse de Maxime de Trailles.
- Ernest de Restaud : fils d'Anastasie de Restaud et du comte de Restaud.
- Comte de Restaud
- Béatrix de Rochefide
- Maître Roguin
- Madame Roguin
- Marquis de Ronquerolles
- Lucien Chardon de Rubempré
- Marquise de San-Réal

## S
- Madame de Saint-Estève
- Albert Savarus
- Hippolyte Schinner
- Madame de Sérisy
- Monsieur de Sérisy
- David Séchard
- Prudence Servien
- Simeuse (jumeaux)
- Théodore de Sommervieux
- Wilhelm Schmucke
- Madame Schontz
- Wenceslas Steinbock
- Comtesse Hortense Steinbock
- Séraphîta/Séraphîta/Séraphitus, personnage principal du roman du même nom

## T
- Jean-Frédéric Taillefer
- Ferdinand du Tillet
- Marie-Eugénie du Tillet
- Félicité des Touches
- Maxime de Trailles
- Troisville (Maison de)
- Vicomte de Troisville
- Tullia

## U
- Uxelles (Maison d')

## V
- Raphaël de Valentin : Personnage principal de La Peau de chagrin. Il achète la peau.
- Chevalier de Valois
- Charles de Vandenesse
- Marie-Angélique de Vandenesse
- Félix de Vandenesse
- Madame du Val-Noble
- Vautrin, alias Jacques Collin, bandit, chef des Grands Fanandels et de la Société des Dix-Mille, probablement homosexuel, il finit policier. Il semble ressentir, successivement, une profonde affection pour Eugène de Rastignac, pour Lucien Chardon, par la suite Lucien Chardon de Rubempré, et pour Théodore Calvi.
- Marie-Nathalie de Verneuil
- Duc Gaspard de Verneuil
- Vidal
- Le Cénacle

## W
- Rosalie de Watteville
- Prince de Wissembourg

## Z
- Zambinella

## Chiffres
Selon le tableau publié par la Maison de Balzac, issu d'un manuscrit original de Philippe Denizot (1959), Honoré de Balzac a créé de 4 000 à 6 000 personnages. On constate la récurrence d'environ le quart d'entre eux au sein de La Comédie humaine. Selon le Répertoire de La Comédie humaine d'Anatole Cerfberr et Jules Christophe, rédigé en 1887, le nombre de personnages varie entre 2 et 3 000, dont 600 reparaissent dans plusieurs œuvres.
En réalité, ce répertoire ne comprend pas seulement les ouvrages de Balzac, mais aussi les suites données à certains romans restés inachevés. Le décompte le plus fiable[réf. nécessaire] est celui établi par Fernand Lotte dans le Dictionnaire biographique des personnages fictifs de La Comédie humaine (1952), qui répertorie 2 472 personnages.